# Biblioteca Ministro Oscar Saraiva
A Biblioteca Ministro Oscar Saraiva é a biblioteca de pesquisa oficial do  Superior Tribunal de Justiça (STJ). Criada em 28 de junho de 1948 como parte do antigo  Tribunal Federal de Recursos (TFR), a biblioteca foi posteriormente nomeada em homenagem ao Ministro Oscar Saraiva. Com o tempo, a biblioteca se consolidou como uma importante fonte de recursos bibliográficos, oferecendo um acervo especializado nas diversas áreas do Direito.

## História
Criada em 1948, como parte do  TFR, no Rio de Janeiro. Em 1972, passou a ser chamada de Biblioteca Ministro Oscar Saraiva. Com a extinção do  TFR em 1988, a biblioteca foi integrada ao recém-criado  STJ. Em 1989, com a instalação do  STJ, a biblioteca iniciou a automação do seu acervo bibliográfico. Nesse mesmo ano, a biblioteca tornou-se integrante do Subsistema de Administração de Bibliotecas (SABI) através de um convênio assinado com o Senado Federal.

## Acervo
A Biblioteca Ministro Oscar Saraiva é especializada em todas as áreas do Direito e possui um acervo diversificado que inclui livros, revistas, artigos de periódicos, capítulos de livros, atos normativos e legislação. A biblioteca integra a  Rede Virtual de Bibliotecas (RVBI) junto com outras 11 bibliotecas do Distrito Federal.
Coleções da biblioteca
- Coleção de Obras Raras: o acervo é composto por 2.132 volumes  de livros e  periódicos datadas de 1623  a  1978, entre livros e periódicos[3]. O crescimento da coleção ocorre exclusivamente por meio de doações de Ministros, em atividade ou aposentados, e de listas de duplicatas de outras bibliotecas brasileiras. Em 1999, foi inaugurada a Sala de Obras Raras, com iluminação e climatização controladas, para assegurar a proteção adequada do acervo[2].
- Coleção Frederico Marques: Formada por 3.166 títulos, dentre eles 146 obras raras, o acervo particular foi adquirido em 1996[4].
- Coleção Ministro Bueno de Souza: Doada pela família em 2006, a coleção particular do magistrado é constituída por 2.448 obras, com destaque para 12 obras raras[4].
- Coleção Caio Mário da Silva Pereira: O acervo particular desse jurista, doado em 2010 pela família, é composto por 3.630 volumes, com 384 obras raras[4].
- Coleção  Everardo Luna: Inaugurada em abril de 2023, composta por mais de 650 títulos nas áreas da Criminologia e do Direito Penal[5].

Biblioteca Digital Jurídica
Criada em 2004, a Biblioteca Digital Jurídica (BDJur) do  STJ oferece acesso a atos administrativos, produção intelectual dos ministros do tribunal, artigos de periódicos, palestras, discursos e vídeos. Foi a primeira biblioteca digital do Judiciário brasileiro implantada sobre uma plataforma livre. O conteúdo está dividido em atos administrativos, doutrina e repositório institucional.
Consórcio BDJur
O Consórcio BDJur, criado em 2004 como projeto estratégico do Superior Tribunal de Justiça e regulamentado por atos normativos, é uma rede de bibliotecas digitais jurídicas que reúne órgãos do Poder Judiciário, das esferas federal e estadual. O consórcio integra os repositórios digitais dessas instituições em um único portal, permitindo buscas unificadas e acesso aos documentos jurídicos.
Portal de Publicações Institucionais
Em 2010, foi criado o Portal de Publicações Institucionais do  STJ, que reúne e disponibiliza, de forma livre, as publicações produzidas pelo Tribunal. O portal utiliza o software Open Journal Systems, amplamente utilizado no Brasil e em outros países para gestão de publicações eletrônicas.